# أخلاقيات الصحافة

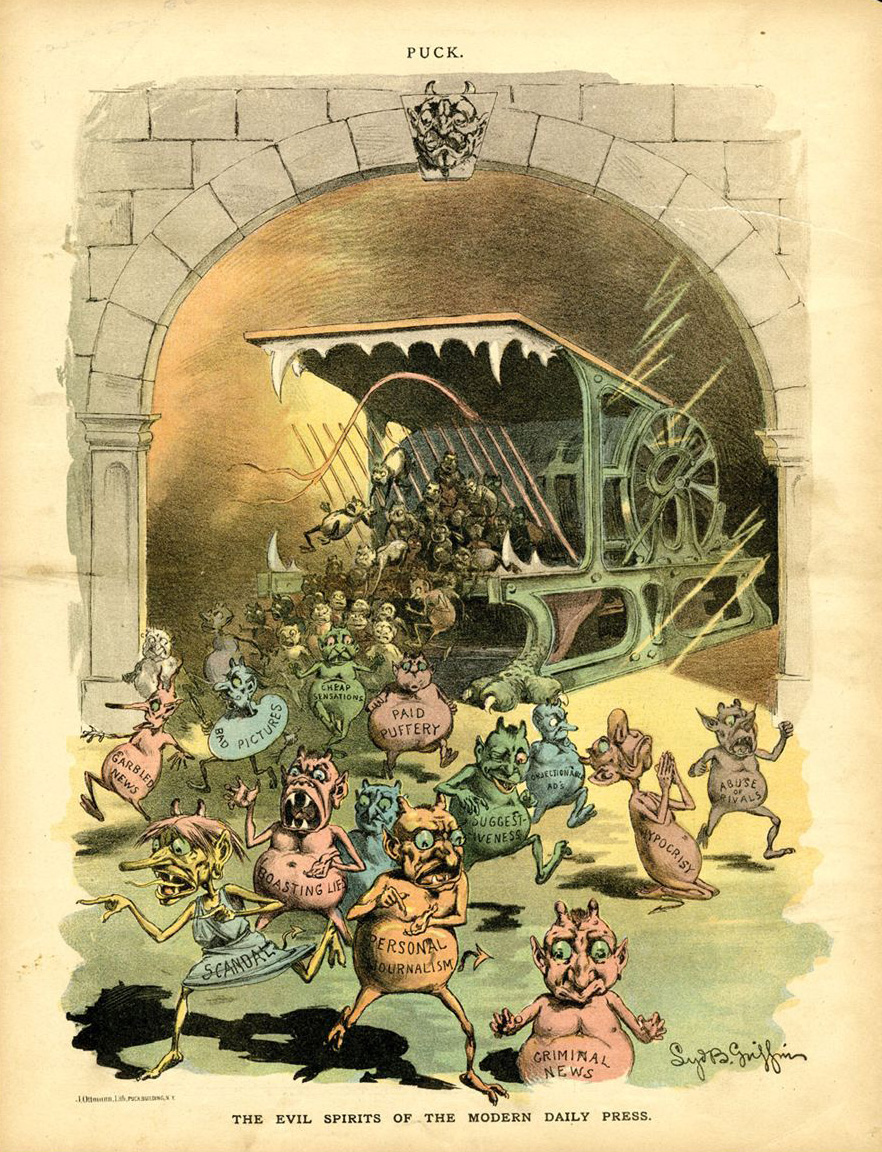

أخلاقيات الصحافة تتألف من المبادئ والأخلاقيات والممارسات الجيدة وتطبيقها على التحديات المهنية التي تواجه الصحفيين. تعد فرعا أخلاق الإعلام.
تظهر القواعد الأساسية لأخلاق صحيفة في إعلان فلسفتها ومبادئها التي تعمل على أساسها.
من تلك التي تظهر في الصحافة المحترفة وهيئاتها تؤمن بما قاله أحد الصحفيين المشهورين:
| أخلاقيات الصحافة | كل مؤسسة صحفية ترتكز على مصداقيتها وتعتمد عليها. | أخلاقيات الصحافة |

 توني بورمان ، مدير التحرير السابق لسي بي سي نيوز
وقد تختلف فلسفات المؤسسات الصحفية إلا أنها تجمع على مبادئ : اتباع الحقيقة والدقة والموضوعية والحياد والتسامح والمسؤولية أمام القراء. ويتجلى احترام تلك الأخلاقيات في الحصول على المعلومات ومراعاة أهميتها ثم نشرها إلى الجمهور.
وكما هو الحال بالنسبة لأنظمة احترام الأخلاقيات فتلتزم الصحافة هي الأخرى بمبدأ «إلحاق أقل ضرر». وهذا يتعلق بعدم كشف بعض التفاصيل في النشر مثل اسم مصاب أو بأخبار لا تتعلق بموضوع المقال قد تسيء إلى سمعة الشخص المذكور.

## رقابة ذاتية
بالإضافة إلى ميثاق المصداقية تعتمد مؤسسات إعلامية على هيئة داخلية تقوم بدور المحافظ على سلامة ومصداقية العمل أمام الجمهور. وهي تتوسط عند ظهور مشكلة وضغوط من الداخل والخارج، وتعتني بالمسؤولية أمام الجمهور والعمل على تنمية النقد الذاتي وتشجع على الالتزام بأخلاق المصداقية.